# 1647
1647 (MDCXLVII) byl rok, který dle gregoriánského kalendáře započal úterým.

## Události
- otevřena v Benátkách nejstarší evropská kavárna „La botega del café“

### Probíhající události
- 1568–1648 – Nizozemská revoluce
- 1568–1648 – Osmdesátiletá válka
- 1618–1648 – Třicetiletá válka
- 1635–1659 – Francouzsko-španělská válka
- 1642–1651 – Anglická občanská válka

## Narození

#### Česko
- 18. června – pokřtěn Maxmilián Adam z Lichtenštejna-Kastelkornu, probošt brněnské kapituly († 15. února 1709)
- 16. srpna – Ferdinand Vilém Popel z Lobkowicz, šlechtic († 24. ledna 1708)
- 26. července – Jiří David, český kněz, misionář a spisovatel († 10. prosinec 1713)
- neznámé datum
  - Jan Jiří Heinsch, českoněmecký malíř († 9. září 1712)
  - Tobiáš Hübner, kanovník katedrální kapituly u sv. Štěpána v Litoměřicích († 2. prosince 1714)

#### Svět
- 07. ledna – Vilém Ludvík Württemberský, württemberský vévoda († 23. června 1677)
- 17. ledna – Elisabeth Hevelius, dánsko-německo-polská astronomka († 22. prosince 1693)
- 01. dubna – John Wilmot, anglický básník († 26. července 1680)
- 02. dubna – Maria Sibylla Merianová, švýcarská malířka a entomoložka († 13. ledna 1717)
- 20. června – Jan Jiří III. Saský, saský kurfiřt († 12. září 1691)
- 02. července – Daniel Finch, 2. hrabě z Nottinghamu, britský státník († 1. ledna 1730)
- 22. července – Svatá Markéta Marie Alacoque, řeholnice řádu salesiánek, mystička († 17. října 1790)
- 22. srpna – Denis Papin, francouzský fyzik a vynálezce († 1712)
- 01. září – Anna Žofie Dánská, dánská princezna, saská kurfiřtka († 1. července 1717)
- 08. září – John Sheffield, 1. vévoda z Buckinghamu a Normanby, anglický dvořan a politik († 24. února 1721)
- 16. září – Benoîte Rencurel, francouzská římskokatolická vizionářka, mystička († 25. prosince 1718)
- 23. září – Fridrich VII. Bádensko-Durlašský, bádensko-durlašský markrabě († 25. června 1709)
- 11. listopadu – Johann Wilhelm Baier, německý protestantský duchovní a teolog († 19. října 1695)
- 16. listopadu – Pierre Bayle, francouzský spisovatel a filosof († 28. prosince 1706)
- 26. prosinec – Jan Baptist Brueghel, nizozemský barokní malíř († 1719)
- neznámé datum
  - Isabelle de Ludres, francouzská markýza a milenka krále Ludvíka XIV. († 28. ledna 1726)
  - Siméon Garangeau, francouzský stavitel vojenských objektů († 25. srpna 1741)
  - Safí II., perský šáh († 29. července 1694)

## Úmrtí

#### Česko
- 01. ledna – Vilém mladší Popel z Lobkowicz, šlechtic (* asi 1575)
- 20. ledna – Jakub Göding, římskokatolický kněz (* ?)
- neznámé datum
  - Jiří Otislav z Kopenic, probošt mikulovské kapituly (* ?)

#### Svět
- 17. února – Johann Heermann, slezský básník a evangelický kazatel (* 11. října)
- 14. března – Frederik Hendrik Oranžský, princ oranžský, nizozemský místodržitel (* 29. ledna 1584)
- 25. dubna – Matyáš Gallas, císařský generál (* 16. září 1584)
- 21. května – Pieter Corneliszoon Hooft, nizozemský historik, básník, dramatik (* 16. března 1581)
- 12. srpna – Matthew Hopkins, anglický lovec čarodějnic (* 1620)
- 09. září – Anna Khanum, manželka perského šáha Safího I. (* ?)
- 16. září – Nevesinli Salih Paša, osmanský seržant a velkovezír (* ?)
- 18. září – Pietro Carrera, italský kněz, malíř a šachista (* 12. července 1573)
- 25. října – Evangelista Torricelli italský matematik a fyzik (* 15. října 1608)
- 30. listopadu
  - Bonaventura Cavalieri, italský matematik, astronom a fyzik (* ? 1598)
  - Giovanni Lanfranco, italský barokní malíř (* 26. ledna 1582)
- neznámé datum
  - Maarten Gerritsz Vries, nizozemský mořeplavec (* 18. února 1589)
  - Grigore Ureche, moldavský kronikář (* 1590)
  - Hendrick Cornelisz Schaep, nizozemský mořeplavec (* 1611)
  - Taddeo Barberini, italský šlechtic (* 1603)
  - Şivekar Sultan, manželka osmanského sultána Ibrahima I. (* 1627)

## Hlavy států
- Anglie – Karel I. (1625–1649)
- Francie – Ludvík XIV. (1643–1715)
- Habsburská monarchie – Ferdinand III. (1637–1657)
- Osmanská říše – Ibrahim I. (1640–1648)
- Polsko-litevská unie – Vladislav IV. Vasa (1632–1648)
- Rusko – Alexej I. (1645–1676)
- Španělsko – Filip IV. (1621–1665)
- Švédsko – Kristýna I. (1632–1654)
- Papež – Inocenc X. (1644–1655)
- Perská říše – Abbás II.